# Jana Andresíková
Jana Andresíková (ur. 2 kwietnia 1941 w Kromieryżu, zm. 19 października 2020 w Mielniku) – czeska aktorka filmowa, telewizyjna i teatralna, występowała w roli czarownicy w serialu Václava Vorlíčka Arabela (1979–80).

## Życiorys
Pierwsze doświadczenia jako aktorka zdobywała w teatrze amatorskim, a występ w sztuce Ostatni akt Ericha Marii Remarque został wyróżniony na festiwalu teatralnym w Napajedeli. Po studiach na wydziale pedagogiki uczyła się aktorstwa w Akademii Sztuk Scenicznych im. Leoša Janáčka (JAMU) w Brnie. W roku 1964 wyjechała do Pragi i otrzymała angaż w awangardowym teatrze Trailer (1964–66), a następnie przez dwa lata była związana z Teatrem za Bramą (1966–68).
Debiutowała przed kamerą filmową w roli sekretarki w dramacie Mykoin PH 510 (1963). Kilka razy grała rolę niemieckich kobiet – I pozdrawiam jaskółki (...a pozdravuji vlaštovky, 1972), Powrót maga (Kouzelníkův návrat, 1984) czy Kukułka w ciemnym lesie (Kukačka v temném lese, 1984). W filmie telewizyjnym Ostatnia królowa (Poslední královna, 1975) wcieliła się w postać Elżbiety Przemyślidki. Wśród jej najsłynniejszych ról jest czarownica z serialu Arabela (1979–80). W związku z poważnymi obrażeniami spowodowanymi wypadkiem drogowym nie mogła uczestniczyć w ostatnich odcinkach serialu. Z kolei w drugiej serii Powrót Arabeli (Arabela se vrací, 1990) pojawiła się jako tajemnicza Pani Czarna. Użyczyła głosu bohaterce granej przez Whoopi Goldberg w czeskiej wersji językowej komedii Zakonnica w przebraniu (2010).
Zmarła 19 października 2020 roku w wieku 79 lat na COVID-19.